# Акахете (муниципалитет Пуэблы)
Акахете (исп. Acajete) — муниципалитет в Мексике, штат Пуэбла, с административным центром в одноимённом городе. Численность населения, по данным переписи 2010 года, составила 60 353 человека.

## Общие сведения
Название Acajete с языка науатль можно перевести как каменная чаша с водой.
Площадь муниципалитета равна 173,5 км², что составляет 0,5 % от площади штата. Он граничит с другими муниципалитетами Пуэблы: на востоке с Нопалуканом, на юго-востоке с Тепеакой, на юге с Куаутинчаном, и на западе с Амосоком и Тепатласко-де-Идальго, а на севере Акахете граничит со штатом Тласкала.

## Учреждение и состав
Муниципалитет был образован в 1895 году, в его состав входят 57 населённых пунктов, самые крупные из которых:
| Код INEGI | Населённый пункт                                               | Численность населения (2005 год) | Численность населения (2010 год) |
| 001       | Всего                                                          | 53 115                           | 60 353                           |
| 0001      | Акахете (административный центр)                               | 18 253                           | 20 923                           |
| 0017      | Сан-Хуан-Тепулько (исп. San Juan Tepulco)                      | 7081                             | 8232                             |
| 0004      | Ла-Магдалена-Тетела-Морелос (исп. La Magdalena Tetela Morelos) | 7172                             | 6421                             |
| 0006      | Сан-Агустин-Тласко (исп. San Agustín Tlaxco)                   | 5788                             | 6163                             |
| 0011      | Сан-Херонимо-Окотитлан (исп. San Jerónimo Ocotitlán)           | 4256                             | 4809                             |
| 0016      | Санта-Мария-Ненецинтла (исп. Santa María Nenetzintla)          | 3862                             | 4024                             |
| 0033      | Тлакамилько (исп. Tlacamilco)                                  | 2422                             | 2819                             |
| 0024      | Апанго-де-Сарагоса (исп. Apango de Zaragoza)                   | 2280                             | 2500                             |
| 0007      | Сан-Антонио-Тлакамилько (исп. San Antonio Tlacamilco)          | н/д                              | 1820                             |

## Экономическая деятельность
Работоспособное население занято по секторам экономики в следующих пропорциях: сельское хозяйство и скотоводство — 32,9 %, обрабатывающая и производственная промышленность — 32,8 %, сфера услуг и туризма — 31,3 %.

## Инфраструктура
По данным муниципальных служб, инфраструктура развита следующим образом:
- электрификация: 70 %;
- водоснабжение: 80 %;
- водоотведение: 80 %.

## Туризм
Основные достопримечательностями:
- Приход Святой Марии Асунсьон, построенный в 1650 году;
- Церковь Святой Исабель в Тепецале, построенная в 1563 году;
- Дом-музей культуры Акахетль;
- Склоны горы Малинче;
- Заброшенная железнодорожная станция, недалеко от муниципального центра.